# Ballistic
Pour le jeu vidéo de 1998, voir Puzz Loop.
Pour plus de détails, voir Fiche technique et Distribution.
Ballistic, ou Ecks contre Sever : Affrontement mortel au Québec (Ballistic: Ecks vs. Sever en version originale) est un film d'action américain réalisé par Wych Kaosayananda, sorti en 2002.

## Synopsis
L'agent Sever enlève de sa propre initiative le fils d'une haute autorité des services de sécurité fédéraux américains, peut-être un peu corrompu… parce que ce fils est porteur d'une nouvelle arme secrète, à l'insu de tous ou de presque tous. On met sur le coup un autre agent top niveau, l'agent Ecks, qui a quitté le service après la mort de sa femme : tout est en place pour les acrobaties et les combats les plus fantastiques, et pour un déchainement de mitraillages de toutes armes.

## Fiche technique
- Titre original : Ballistic: Ecks vs. Sever
- Titre français : Ballistic
- Titre québécois : Ecks contre Sever : Affrontement mortel
- Titre original : Ballistic: Ecks vs. Sever
- Réalisation : Wych Kaosayananda
- Scénario : Alan B. McElroy
- Photographie : Julio Macat
- Costumes : Magali Guidasci
- Musique : Don Davis
- Production : Tarak Ben Ammar, Greg Francovich, Oliver Hengst, James A. Holt, Wych Kaosayananda, Chris Lee, Peter M. Lenkov, Dawn Miller, Elie Samaha, Wolfgang Schamburg, Ernst August Schnieder, Tracee Stanley, Andrew Stevens, Andrew Sugerman
- Sociétés de production : Franchise Pictures, Epsilon Motion Pictures, Chris Lee Productions, MHF Erste Academy Film GmbH & Co. Produktions KG, Dante Entertainment, SuperMega
- Pays de production :  États-Unis,  Allemagne
- Langue : anglais
- Durée : 91 minutes
- Format : couleur - 35 mm - 2,35:1 - son DTS / Dolby Digital / SDDS
- Dates de sortie :
  - États-Unis : 18 septembre 2002 (première), 20 septembre 2002
  - Australie : 6 mars 2003
  - Suisse germanophone : 11 décembre 2003 (vidéo)
  - France : 28 juillet 2004
- Public : Canada : 14A / USA:R (certificat #39335 ; beaucoup de violence)

## Distribution
Légende : V. F. = Version Française, et V. Q. = Version Québécoise
- Antonio Banderas (VF : Bernard Gabay ; VQ : Luis de Cespedes) : agent Jeremiah Ecks
- Lucy Liu (V. F. : Véronique Volta ; V. Q. : Anne Dorval) : agent Sever
- Gregg Henry (V. F. : Antoine Tomé et V. Q. : Pierre Chagnon) : Robert Gant
- Ray Park (V. F. : Philippe Bozo ; V. Q. : Pierre Auger) : A. J. Ross
- Talisa Soto (VF : Marjorie Frantz) : Rayne Gant/Vinn Ecks
- Miguel Sandoval (V. F. : Gilbert Lévy ; V. Q. : Louis-Georges Girard) : Julio Martin
- Terry Chen (V. Q. : Antoine Durand) : agent Harry Lee
- Roger R. Cross (V. Q. : Éric Gaudry) : Zane
- Sandrine Holt : agent Bennett
- Steve Bacic : agent Fleming
- Aidan Drummond : Michael Ecks

## Accueil et critique
Le film est un échec financier, car celui-ci a coûté 70 millions $ à produire, mais il a récolté seulement 14 millions $ durant sa projection aux États-Unis.[réf. nécessaire]
Le film a été l'objet de critiques très dépréciatives. Le site Internet Rotten Tomatoes a donné la note de 0% pour ce film et celui-ci a été élu le plus mauvais film de la décennie par le site.[réf. nécessaire]

## Adaptation
Le script original du film a été adapté sous la forme d'un jeu vidéo de tir à la première personne sur Game Boy Advance sorti en 2001 sous le titre Ecks vs. Sever. Quand le film est sorti en 2002, ce jeu a connu une suite intitulé Ballistic: Ecks vs. Sever qui, elle, est basée sur le scénario définitif.

## Distinctions

### Nominations
- Plusieurs cascades ont été mentionnées dans les divers prix des World Stunt Awards de 2003 en vue d'un Taurus Award :
  - Best High Work et Best Overall Stunt by a Stunt Man pour Scott Leva (chute d'un sniper depuis le haut d'un immeuble sur le toit d'une voiture, filmée en continu)
  - Best Overall Stunt by a Stunt Man pour Lauro Chartrand, Tom Elliott et Tim Trella (cascade entre une moto et une jeep avec sur-accident par deux véhicules)
  - Best Overall Stunt by a Stunt Woman pour Ming Liu (combat contre 5 hommes en cercle qu'elle désarme les uns après les autres)